# برنغ بزرغ (وحدتية)
برنغ بزرغ (بالفارسية: برنگ بزرگ) هي قرية تقع في إيران في قسم وحدتية الريفي. يقدر عدد سكانها بـ 0 نسمة بحسب إحصاء 2016.